# Banc Central de Nova Zelanda
El Banc Central de Nova Zelanda, oficialment i en anglès Reserve Bank of New Zealand (RBNZ) (en maori: Te Pūtea Matua) és el banc central de Nova Zelanda. Va ser establert el 1934 i actualment està constituït sota la Llei de 2021 del Banc de la Reserva de Nova Zelanda. El governador del Reserve Bank, actualment Adrian Orr, és responsable de la política monetària i operativa de Nova Zelanda.
És propietat total del govern de Nova Zelanda des de 1936. El Reserve Bank està establert per la Reserve Bank of New Zealand Act 2021 i té independència legal. El Banc de Reserva és responsable davant del Parlament i proporciona un dividend anual al Govern.
La seva funció principal és proporcionar "estabilitat en el nivell general de preus" i "ocupació màxima sostenible".